# Província de Nor Cinti

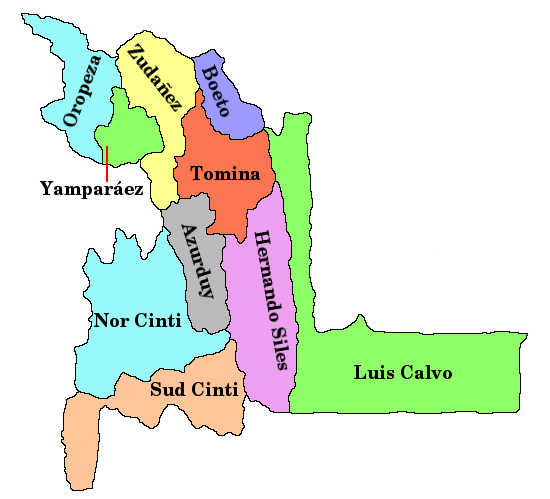
Les províncies del Departament de Chuquisaca

La província de Nor Cinti és una de les 10 províncies del Departament de Chuquisaca a Bolívia. La seva capital és Camargo.